# 畠中市蔵
畠中 市蔵（はたなか いちぞう、1887年（明治20年）12月20日 - 没年不明）は、大正から昭和時代前期の朝鮮総督府官僚、台湾総督府官僚。

## 経歴・人物
鹿児島県鹿児島郡吉野村岡之泉（現・鹿児島市吉野）に生まれる。1915年（大正4年）8月、朝鮮総督府巡査となり、翌年11月に退職し、渡台する。
1918年（大正7年）4月、阿緱庁（現・屏東市）巡査を拝命し、高雄州警部補、警部を経て、高雄州通訳となる。ついで1932年（昭和7年）5月、台湾総督府属に転じ、1939年（昭和14年）5月に地方理事官に進み、高雄州潮州郡守に就任した。その後は、台中州大甲郡守を務めたのち、台中州産業部属に転じた。